# プロボウルシリーズ
プロボウルシリーズ（英:PRO BOWL SERIES）は、エイブルコーポレーションによって開発・発売された、ボウリングをモチーフにしたアーケードゲーム。シリーズは古いものから、プロボウル、プロボウル2、NEWプロボウルの3種類に分かれている。それぞれの説明を以下に記す。

## 概要
1990年代、店舗の大型化に伴い筐体も大型の体験型アーケードゲームへと形を変えていった。時代の流れに乗るように、アミューズメント業界の企業は皆揃ってファミリー向けのゲームへとシフトしていった。その時代背景の象徴とも言える作品の1つがこのプロボウルシリーズである。体験型アーケードゲームブームの勢いはすごく、各社の主力製品が業界紙で取り上げられるほどであった。このプロボウルも、子供から老人まで幅広い年齢層が楽しめるようにという狙いを持って作られたファミリーゲーム路線の製品である。そのため、操作方法も至ってシンプルなものになっている。
当時のボウリングゲームはピンを吊るしたものが主流だったが、本製品はリアリティを演出するためにビデオモニターを使用。実用新案取得のセンサーボードを開発し、ボールがセンサーを通過することによってピンアクションが起きるようにした。そのことから、当時の業界紙では「画期的なボウリングゲームの登場」と紹介された。また、プロボウルがキッズ、ファミリー向け定番ロングセラーマシンとして業界紙に大きく取り上げられるなど注目されていた理由の一つにインカムの安定性が挙げられており、償却期間ではブーム性を帯びた製品に及ばないものの、トータル的なインカム高については抜きんでていた。その安定性は、「10年後でもインカムが変わらない」と評されるほどであった。SCロケにおいては、イオンファンタジーが運営する広域SCロケ「モーリーファンタジー」が全店で導入するなど高い人気を誇っており、SCロケの定番商品と呼ばれた。
また、6月22日の「ボウリングの日」と10月の第3日曜日の「孫の日」には同機を使用したゲームイベントを実施していた。

## プロボウル
1995年2月に発売された初代作。ゲームセンターでボウリングをするという当時まだ無い感覚に客は新鮮味を覚えた。

### システム
まずプレイする人数を選択する(2人対戦も可能)。出てきたボールを画面上に写っているピンに目掛けて手で転がす。この時、ガーターゾーンは無いがボールが出てから投げるまでに時間をかけすぎると画面右に表示されているゲージがMAXになってしまいガーター扱いとなるため注意が必要。ゲームはフレーム5から始まる。ランキング入賞時のみ、ネームエントリーボタンを押すことができ全国ランキングが表示される。

## プロボウル2
初代プロボウル発売から2年後の1997年に発売された。ゲーム方式は変わっていないが、BGMと音声は多少の変化あり。1ゲーム7フレーム可能となりコストパフォーマンスが向上した。

## NEW プロボウル
プロボウル2発売から7年ぶりに発売された。3代目プロボウルとして前作よりもさらにファミリー向けに改良された。

### システム
主な機能は「ボウリングのシンプルなゲーム性とプレイ時の安全性を損なわずにメインターゲットである未就学児の子どもたちにボウリングの疑似体験をしてもらいたい」という理由から変更されていない。変更されたのは料金設定で、前作よりファミリー向けに改良された。歴代プロボウルは1ゲームにつきプレイ料金が人数によって異なっていたのに対し、本作は低料金で多くのプレイをすることが可能になった。

### 評価
AMショー2005出展機種人気ランキング自動販売機/その他部門トップ10にランクイン。